# Zeche Nachtigall (Sprockhövel)
Die Zeche Nachtigall war ein Steinkohlenbergwerk im Sprockhöveler Stadtteil Hiddinghausen-Rennebaum. Die Zeche war auch unter den Namen Zeche Nachtigal, Zeche Nachtigall im Braunsberge, Zeche Nachtigall im Brünsberge oder Zeche Nachtigall im Brunsberge bekannt. Das Grubenfeld der Zeche Nachtigall wurde bereits im 17. Jahrhundert von einem Bergwerk mit dem Namen Kohlbanck im Brunsberg bearbeitet.

## Geschichte

### Die Anfänge
Am 18. Mai des Jahres 1643 wurde ein Mutschein an Peter Buck von Scheven erteilt, um einen bereits begonnenen Stollen weiter aufzufahren. Der Stollen befand sich in der Nähe des Hofes Merklinghausen und sollte aus dem Schevener Grund weiter in Richtung Merklinghauser Busch aufgefahren werden. Im Jahr 1644 wurden mehrere kleine schachtähnliche Vertiefungen, sogenannte Pütten, abgeteuft. Zweck dieser Pütten war die Bewetterung des Stollens. Im Oktober desselben Jahres erreichte der Stollen das Gebiet des Ortes Haßlinghausen. Am 16. Oktober des Jahres 1645 erfolgte die Belehnung eines Längenfeldes durch Diedrich von Diest. Da das Bergwerk sehr abgelegen war, hatte man in den Jahren 1660 bis 1662 kaum Absatz. Aus diesem Grund konnte von den Gewerken die Zubuße nicht aufgebracht werden. Der Abbau sollte zwar im Jahr 1662 wieder aufgenommen werden, jedoch ist dazu nicht gekommen. Im 18. Jahrhundert wurde das Feld dann von der Zeche Nachtigall weiter bearbeitet.
Im Jahr 1739 war die Zeche Nachtigall in Betrieb, im selben Jahr wurde ein Längenfeld vermessen. Im Jahr 1755 wartete man auf die Fertigstellung des Stock & Scherenberger Erbstollens. Gemäß den Aufzeichnungen des Amtes Wetter waren im Jahr 1755 als Gewerken die Erben Stock und Scherenberg Eigentümer des Bergwerks. Ab dem Jahr 1758 war das Bergwerk im Bereich der heutigen Wittener Straße Ecke Brunsberge in Betrieb. Im Jahr 1766 wurden zwei Längenfelder vermessen. Im Jahr 1775 wurde das Bergwerk nur in den Unterlagen genannt. Ab dem Jahr 1783 war das Bergwerk wieder nachweislich in Betrieb. Im Jahr 1787 wurde das Bergwerk in der Niemeyerschen Karte aufgeführt. Ab dem Jahr 1796 war das Bergwerk für mehrere Jahre außer Betrieb. Im Jahr 1822 wurde das Feld neu aufgeschlossen. Der Aufschluss erfolgte über das Lichtloch Nr. 22 des Stock & Scherenberger Erbstollens. Noch im selben Jahr wurde das Bergwerk wieder in Betrieb genommen.

### Der weitere Betrieb bis zur Stilllegung
Im Jahr 1829 wurde der Schacht Lina abgeteuft. Der Schacht wurde tonnlägig im Flöz Hauptflöz bis auf eine Teufe von 64 Metern geteuft. Im Jahr 1830 waren die Schächte Lina, Lisette und Carl in Betrieb. Im Jahr darauf wurde der Schacht Moritz erstellt. Der Schacht hatte eine Teufe von 74 Metern und wurde tonnlägig im Flöz Hauptflöz abgeteuft. Er lag in einer Hanglage und wurde für die Förderung mit einem Pferdegöpel ausgerüstet. Für den Göpel wurde ein eigenes Gebäude errichtet. Im Jahr 1835 waren die Schächte Bessereaussicht und Moritz in Betrieb. Schacht Bessereaussicht hatte eine Teufe von 88 Metern und war seiger abgeteuft worden. Im Jahr 1840 waren die Schächte Aurora und Bessereaussicht in Betrieb. Im November des Jahres 1844 erreichte der Abbaubereich die Markscheide zur Zeche Dachs & Grevelsloch und wurde stillgelegt. Im Jahr 1845 wurde zusammen mit dem Dreckbänker Erbstollen und der Zeche Neuglück eine Betriebsgemeinschaft gebildet. Zweck dieser Betriebsgemeinschaft war das Abteufen eines gemeinsamen Schachtes. Im November des Jahres 1846 wurde die Zeche Nachtigall wieder in Betrieb genommen. Nach der Wiederinbetriebnahme wurde im Bereich des Schachtes Aurora abgebaut. In der Zeit von Juni bis Oktober des Jahres 1847 wurde das Bergwerk außer Betrieb genommen. Der Grund für die Maßnahme waren matte Wetter. Im Jahr 1850 mussten die Gewerken Zubuße zahlen. In der Zeit vom 20. August des Jahres 1853 bis zum 3. Mai des Jahres 1855 konsolidierte die Zeche Nachtigall mit der Zeche Neuglück unterhalb der Stollensohle des Dreckbänker Erbstollens zur Zeche Vereinigte Nachtigall & Neuglück. Im September des Jahres 1875 wurde die Zeche Nachtigall stillgelegt.

## Förderung und Belegschaft
Die ersten Förderzahlen stammen aus dem Jahr 1830, damals wurde eine Förderung von 2819 Tonnen Steinkohle erbracht. Im Jahr 1835 wurde eine Förderung von 3005 Tonnen Steinkohle erbracht. Im Jahr 1837 lag die Förderung bei 20.245 preußische Tonnen Steinkohle. Im Jahr 1840 wurden 9387 ½ preußische Tonnen Steinkohle gefördert. Im Jahr 1842 lag die Förderung bei 9979 preußischen Tonnen Steinkohle. Im Jahr 1850 wurden 2150 Tonnen Steinkohle gefördert. Die ersten bekannten Belegschaftszahlen stammen aus dem Jahr 1861, damals waren 21 Bergleute auf dem Bergwerk angelegt, die eine Förderung von 16.004 Scheffel Steinkohle erbrachten. Im Jahr 1869 lag die Förderung bei 313 Tonnen Steinkohle. Im Jahr 1872 wurden von 23 Bergleuten 6978 Tonnen Steinkohle gefördert, dies war auch die maximale Förderung des Bergwerks. Die letzten bekannten Förder- und Belegschaftszahlen des Bergwerks stammen aus dem Jahr 1875, es wurden von vier Bergleuten 807 Tonnen Steinkohle gefördert.

## Heutiger Zustand
Von der Zeche Nachtigall ist nur noch wenig erhalten geblieben. Der Schacht Lina ist im Laufe der Jahre eingestürzt. An ihn erinnert heute noch die Schachtpinge und eine kleine Hanghalde. Von Schacht Moritz ist ebenfalls nur noch eine Schachtpinge vorhanden. Die Schachtpingen sind Bestandteil des Deutschland-Weges des AK Sprockhövel.